# Scopesis areolaris
Scopesis areolaris är en stekelart som först beskrevs av Pfankuch 1921.  Scopesis areolaris ingår i släktet Scopesis och familjen brokparasitsteklar. Inga underarter finns listade i Catalogue of Life.